# Lozevo, Șumen
Lozevo (în bulgară Лозево) este un sat în comuna Șumen, regiunea Șumen,  Bulgaria. 

## Demografie
Componența etnică a satului Lozevo
     Bulgari (93,37%)
     Romi (1,5%)
     Turci (3,01%)
     Nicio identificare (2,1%)
La recensământul din 2011, populația satului Lozevo era de 332 locuitori. Din punct de vedere etnic, majoritatea locuitorilor (93,37%) erau bulgari, existând și minorități de turci (3,01%) și romi (1,5%). Pentru 2,1% din locuitori nu este cunoscută apartenența etnică.